# Чінга (Цілком таємно)
Чінга (Chinga) — 10-й епізод п'ятого сезону серіалу «Цілком таємно». Епізод належить до «монстрів тижня» і не відноситься до «міфології серіалу». Прем'єра в мережі «Фокс» відбулася 4 лютого 1998 року.
Серія за шкалою Нільсена отримала рейтинг домогосподарств рівний 12.8, який означає, що в день виходу її подивилися 21.33 мільйона чоловік.

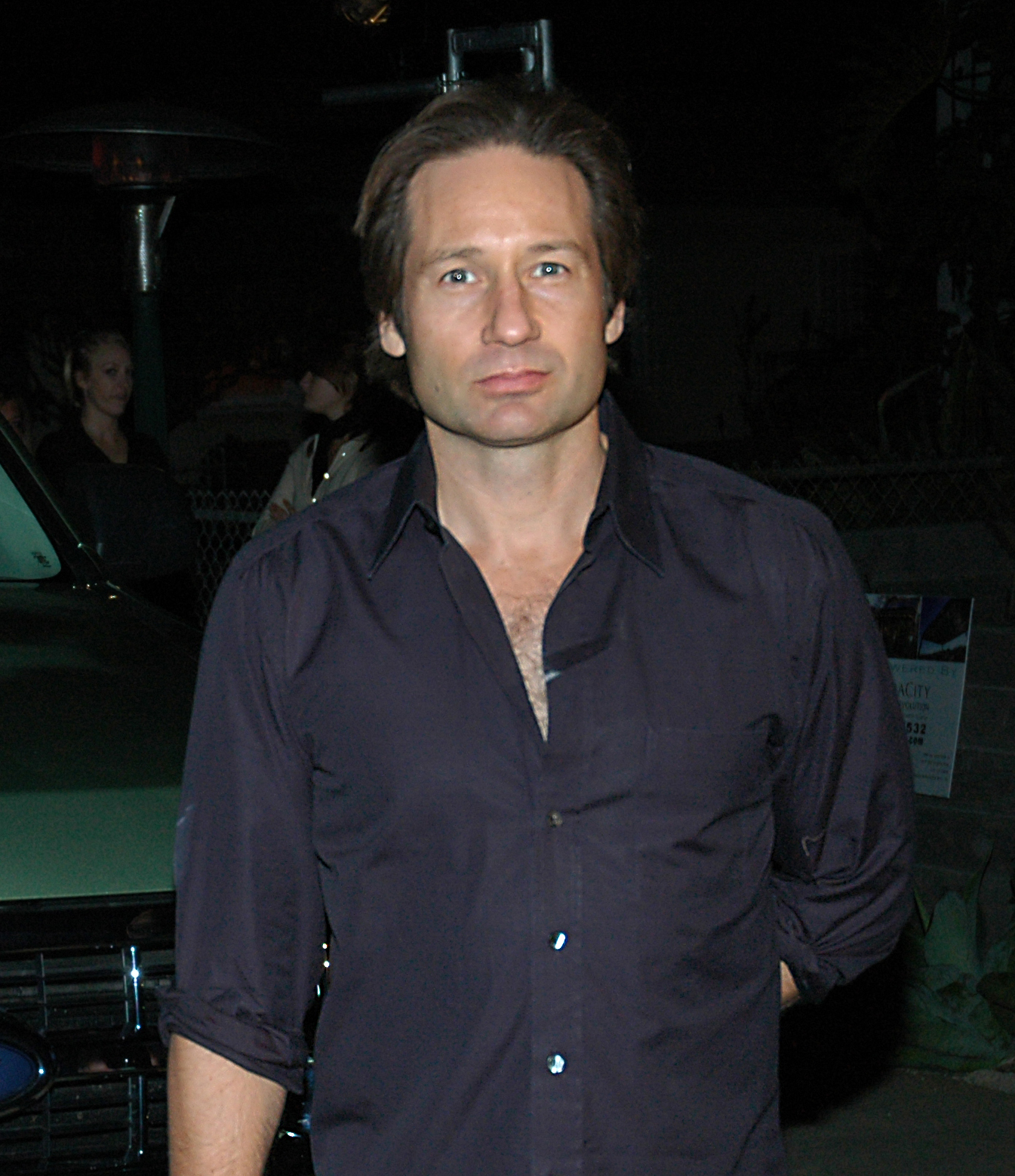

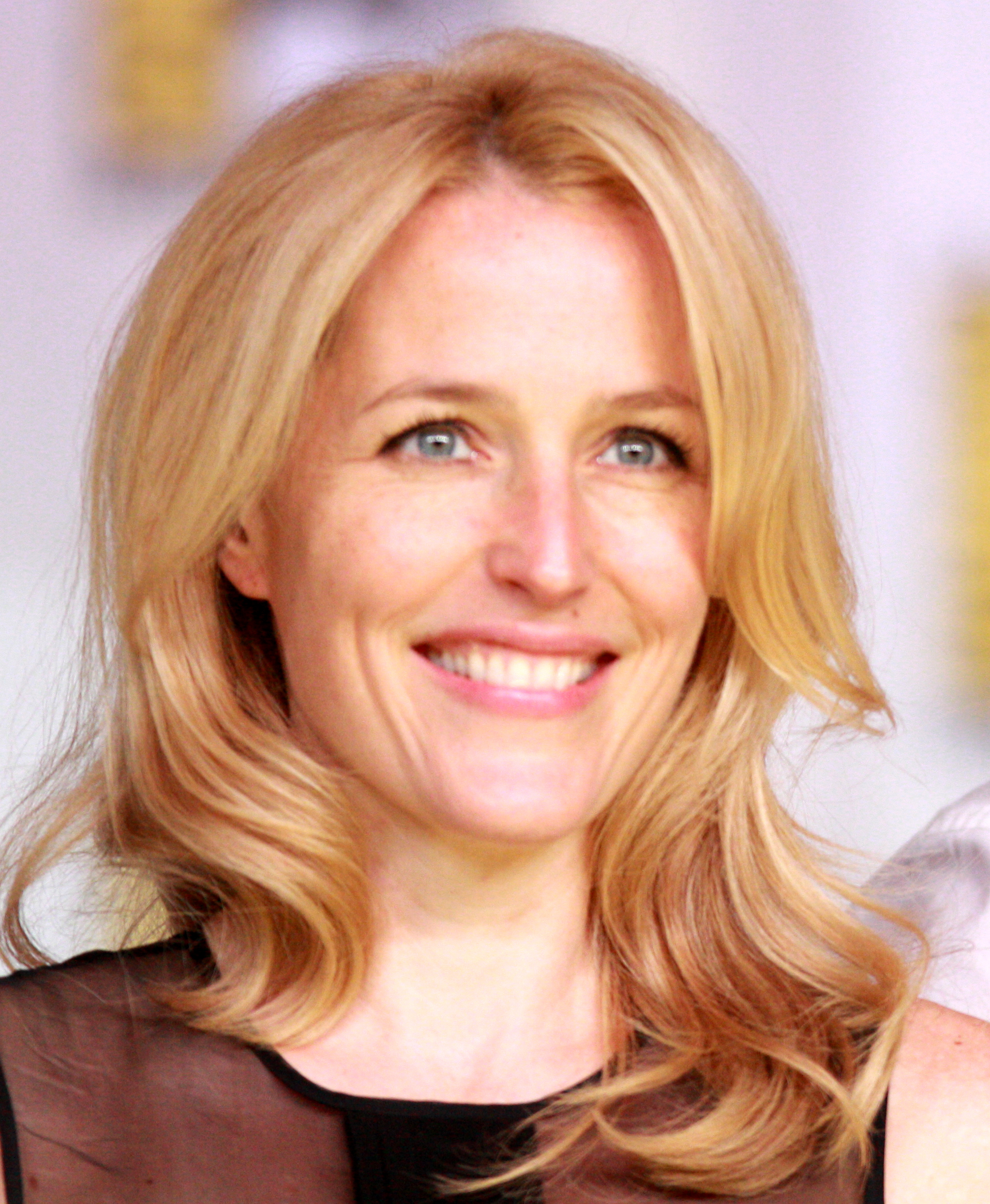

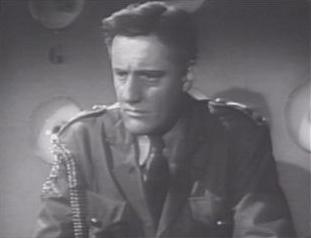

## Зміст
Істина поза межами досяжного
В містечку Аммас (штат Мен) Меліса Тернер з донькою Поллі рушають до магазину. Поллі носить із собою стару ляльку, яку вона зве «Чінга». Відвідувачі спостерігають за дівчинкою, що сидить на дитячому місці возика для продуктів, та її матір'ю, і Поллі це не подобається. Несподівано Меліса бачить в секції заморожених продуктів фантазмальне видіння працівника магазину, м'ясника Дейва — з ножем, що стирчить у його правому оці. Перелякана Меліса каже Поллі що вони вже йдуть додому, але раптом всі в магазині починають бити себе в лице і видряпувати очі. Тим часом Дейв, побачивши жахливе відображення Чінги, примушений зовнішньою силою вдарити себе в обличчя ножем.
Скаллі випадково перебуває цьому містечку під час відпустки. Припаркувавши орендований автомобіль, вона нащтовхується на погром в магазині. З магазину виходить Старий чоловік з роздряпаними очима й каже Скаллі — їм треба лікар, Дейна телефонує Малдеру. Фокс припускає, що це могло бути викликано темною магією чи чаклунством. Дейна відкидає гіпотезу Малдера з огляду на неможливість знайти фізичні докази і замість шукати їх вирішує переглянути записи камер спостереження магазину — щоб краще зрозуміти, що ж сталося. Вона зауважує, що з усіх покупців магазину тільки Меліса та Поллі не травмували себе та поводилися природно. Шеф поліції містечка Джек Бонсайнт невдоволено пригадує, що за чутками Меліса займається чаклунством.
Також Бонсант розповідає Скаллі, що Меліса раніше була одружена з місцевим рибалкою, але він загинув — гак на лебідці проламав його череп. Пізніше з'ясовується, що це він знайшов Чінгу в пастці з лобстерами і подарував ляльку Поллі, а за кілька днів помер. Бонсант також повідомляє, що вчителька дитячого садка Джейн Фроеліх колись лупцювала Поллі за її поведінку.
Меліса і Поллі зустрічаються з другом матері Бадді Ріггсом, заступником шефа поліції, на морозиві в магазині. Меліса відкриває Ріггсу, що у неї були жахливі видіння про смерті людей. Ріггс здивований і пропонує Мелісі та Поллі використовувати його будинок, щоб покинути містечко. Поки Ріггс і Меліса спілкуються, Поллі просить у працівниці магазину більше вишень на її морозиво, але отримує відмову — потрібно заплатити за них. Тоді волосся працівниці зібране в «хвіст» потрапляє у змішувач, Ріггс встигає врятувати її від смерті.
Скаллі та Бонсант відвідують Фроеліх, яка звинувачує Мелісу в тому, що вона була з родини відьом. Вихователька також стверджує, що Меліса перенесла зло на Поллі. Тим часом, вирушаючи до будиночка Ріггса, на станції рейнджерів Меліса бачить кривавий образ Фроеліх і вирішує повернутися до містечка, щоб врятувати виховательку. Поки Меліса їде до містечка, Фроеліх стикається із зображенням Чінги і змушена вбити себе уламком платівки. Після цього Меліса бачить видіння про Ріггса, і стається так, що Бадді забиває себе палицею. Будучи вдома Меліса має видіння себе із закривавленим молотком, загнаним в її череп. Тому вона вирішує припинити безумство раз і назавжди — спаливши Чінгу. Проте ляльці якось вдається загасити сірники, які Меліса запалює.
Скаллі та Бонсант їдуть до будинку Меліси і бачать, що Меліса наполегливо намагається спалити свій будинок — разом з дочкою та Чінгою. Врешті Чінга перемагає Мелісу, змушуючи її схопити молоток та бити себе. Скаллі та Бонсайнт вриваються в будинок, Дейна вириває ляльку у дівчинки та кидає Чінгу в мікрохвильову піч, де вона спалахує і горить. Темна влада над Мелісою зникає, і вона перестає бити себе.
Десь в морі рибалка підтягує пастку для омарів, усередині якої обгоріла лялька Чінга. Очі ляльки відкриваються.
Не грай не в свої ігри

## Створення
Первісний сценарій епізоду написав Стівен Кінг. Стівен спочатку підійшов до Девіда Духовни та повідомив, що є прихильником серіалу і хоче працювати над епізодом. Після заключення угоди про співпрацю Крісом Картером Кінга прийняли до роботи як запрошеного письменника. В часі написання сценарію Кінг працював у своєму будинку в штаті Мен та надсилав чернетки, щоби Картер їх адаптував. Картер серйозно редагував сценарій, тому що, як він вважав, «Стівен не звик писати для Малдера та Скаллі […] історія Малдера і Скаллі в його первісному проекті не дуже спрацювала». Після доопрацювання Картером однією з найбільших змін а сценарії була окремішня праця Малдера та Скаллі. Кім Маннерс пізніше оповів: "Я дуже схвильований тим, що зміг режисувати твір Стівена Кінга, і коли все було сказано і зроблено, в ньому залишилося дуже мало від Стівена Кінга. Гайки і болти були його, але це був справді один із сценаріїв Кріса ".
Під час зйомок Андерсон працювала над правильним відображенням своєї історії. Вона в цій серії грала свою сюжетну лінію жартома «язиком біля щоки», перш ніж Картер подзвонив їй. Він сказав, що її сюжетна лінія не повинна бути жартівливою; також повідомив Джилліан, що знімальний колектив повинен «виправити багато речей», щоби вирівняти проблему.
Кілька сцен епізоду були зняті на місці — до прикладу, сцена АЗС знімалася на справжній автозаправці навпроти виробничого штабу серіалу. Сцени супермаркету знімалися у справжньому магазині «Shop Easy», розташованому в Порт-Кокітлем. У сценарії вимагалося, щоб супермаркет закрився перед Різдвяними святами і був заставлений праворуч морозильними камерами. Під час зйомок сцени нанесень покупцями собі травм справжній відвідувач натрапив на знімальний майданчик, побачив метушіння і панічно покинув приміщення. Сцена «Смерть під склом» була створена в постпродукції з допомогою комп'ютера. Контролер спецефектів Лорі Келсен-Джордж випробувала сцену на своїх дев'яти- і одинадцятирічних синах, пояснюючи це так: "Я багато оцінюю шоу, чи можуть мої діти витримати їх чи ні. Якщо вони не можуть, я думаю — м ні вдалося […] «Чінга» сильно їх турбувала ".
Чінга була створена шляхом зшивання разом різних частин ляльки. Потім велику голову ляльки прищили до тіла і причепурили «найбільшою перукою у світі». Власне, слово «Чінга» — це в розмовній іспанській мові вульгарний вираз. Більшість ефектів гриму створював художник Тобі Ліндала.

## Сприйняття
Прем'єра в мережі «Fox» відбулася 8 лютого 1998 року. Епізод отримав рейтинг Нільсена 12,8 з часткою 18 — його переглянули 21,33 мільйона глядачів. Вперше показаний у Великій Британії на «Sky One» 19 квітня 1998 року. Одначе, оскільки назва «Chinga» — це мексиканське лайливе слово з відношенням до статевих дій, епізод був демонстрований під назвою «Bunghoney».
Серія отримала неоднозначні відгуки критиків. Анна Редман з «Hello!» позитивно віднеслася до епізоду, та назвала його «одним із найкращих частин серії». Ерін Макканн із «The Guardian» зазначив «Чінгу» як один із «13-ти найкращих епізодів Цілком таємно коли-небудь». [10] Зак Гендлен із «The A.V. Club» зробив неоднозначну рецензію, присвоїв йому С — і назвав це епізодом, який «здається однією з тих ідей, які справді дуже чудово звучать — допоки хтось не задумається більше хвилини». Оглядач стверджував, що Кінг неправильно підходив до «Цілком таємно». Однак Гендлен відзначив сцени насильства в епізоді, але в кінцевому підсумку назвав його «паршивим».
Роберт Шірман та Ларс Пірсон у книзі «Хочемо вірити: Критичний посібник з Цілком таємно, Мілленіуму та Самотніх стрільців» оцінили епізод в 2.5 зірки з п'яти і назвали його «незграбним». Вони стверджували, що обстановка «Чінги» краще відповідає книзі чи новелі. Також вони похвалили переписи Картера та різні жарти протягом епізоду. Оглядачка Пола Вітаріс для «Cinefantastique» назвала серію «головним розчаруванням» і написала, що «принаймні не страшно». Вітаріс писала, що епізод був подібним до серії третього сезону «Штовхач».
Незважаючи на невдалий прийом, який отримав епізод, кілька критиків вважали вступ страшним. Кеті Андерсон з «Cinefantastique» назвала сцену, в якій Дейв м'ясник вбиває себе, восьмим «найстрашнішим моментом» у «Цілком таємно».

## Знімалися
| Актор             | Роль               |
| ----------------- | ------------------ |
| Девід Духовни     | Фокс Малдер        |
| Джилліан Андерсон | Дейна Скаллі       |
| Генрі Бекман      | старший чоловік    |
| Сюзанна Гофман    | Меліса Тернер      |
| Керолін Твідл     | Джейн Фроеліх      |
| Гордон Тіппл      | помічник менеджера |
| Єн Робісон        | рейнджер           |